# Iconv
iconv é um programa do Unix e uma API que permite converter diferentes codificações de caracteres.
Sua API apareceu originalmente no sistema operacional HP-UX, e foi padronizada no XPG4. Atualmente, é parte da Single UNIX Specification. Todas as distribuições Linux modernas contêm uma implementação de iconv() como parte da GNU C Library.
Na plataforma Windows, o iconv é fornecido no Cygwin e no GnuWin32. Também está presente sob forma de biblioteca no PHP.